# Drahoňov
Drahoňov (německy Drahoniow) je malá vesnice, část obce Těmice v okrese Pelhřimov. Nachází se asi 3 km na východ od Těmice. V roce 2009 zde bylo evidováno 23 adres. V roce 2001 zde trvale žilo 6 obyvatel.
Drahoňov je také název katastrálního území o rozloze 3,1 km2. V katastrálním území Drahoňov leží i Knížata a Nový Drahoňov.